# Tania Dangalakova

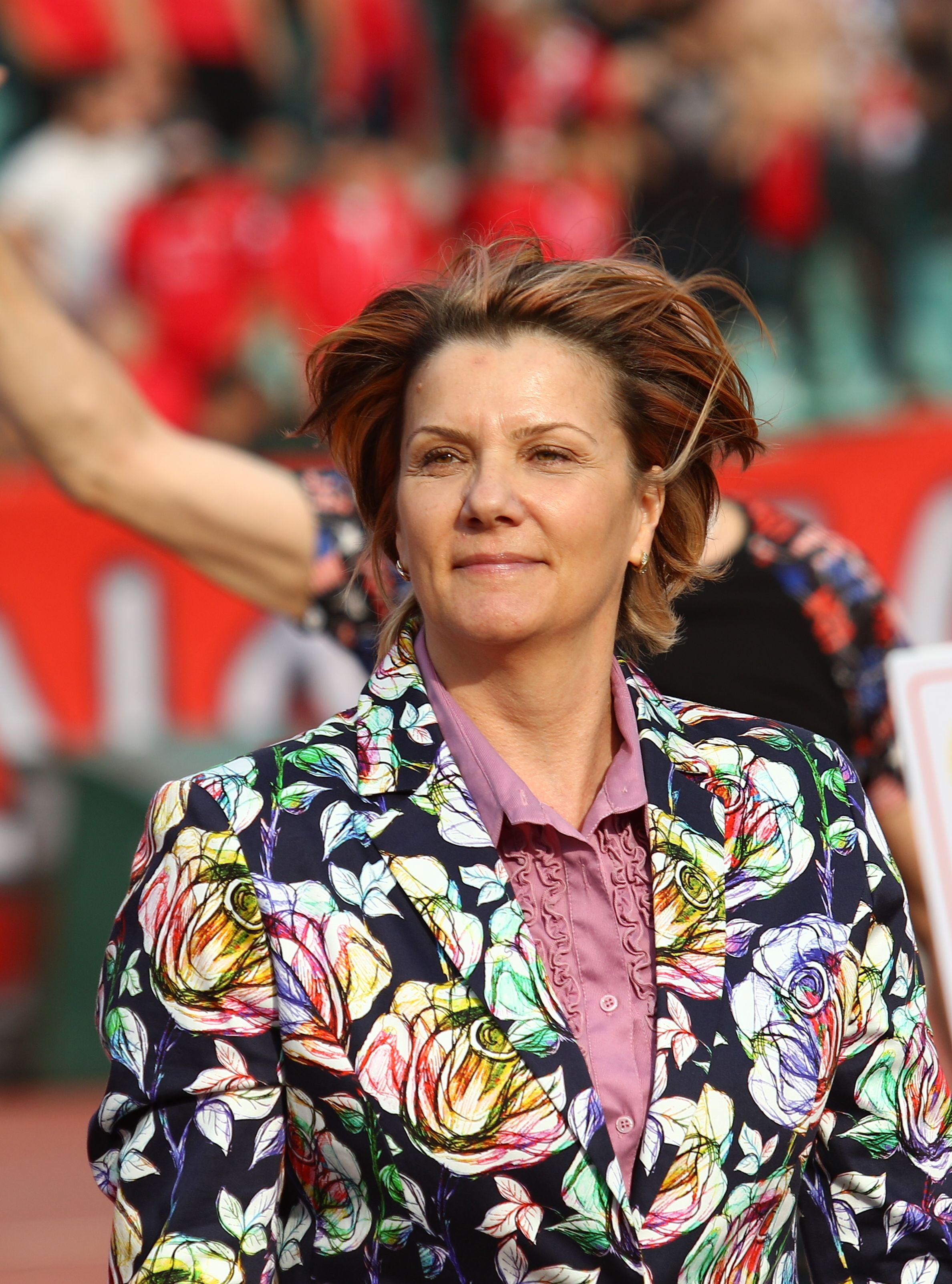
rhight

Tania Dangalakova (Sofía, Bulgaria, 30 de junio de 1964) es una nadadora búlgara retirada especializada en pruebas de estilo braza, donde consiguió ser campeona olímpica en 1988 en los.

## Carrera deportiva
En los Juegos Olímpicos de Seúl 1988 ganó la medalla de oro en los 100 metros braza, con un tiempo de 1:07.95 segundos que fue récord olímpico, por delante de su paisana búlgara Antoaneta Frenkeva y la alemana Silke Hörner.
Y en el Campeonato Mundial de Natación de 1986 celebrado en Madrid, ganó la plata en los 200 metros braza, y el bronce en los 100 metros braza.